# Zeche Hermanns Gesegnete Schiffahrt
Die Zeche Hermanns Gesegnete Schiffahrt in Hattingen-Welper-Blankenstein ist ein ehemaliges Steinkohlenbergwerk. Die Zeche war auch unter den Namen Zeche Hermanns Gesegnete Schifffahrt oder Zeche Hermanns Gesegnete Schiffarth bekannt und ist aus der Konsolidation zweier eigenständiger Zechen entstanden. Das Bergwerk gehörte zum Märkischen Bergamtsbezirk und dort zum Geschworenenrevier Dahlhausen.

## Bergwerksgeschichte
Im Jahr 1820 konsolidierten die Zechen Glücklicher Hermann und Gesegnete Schiffahrt zur Zeche Hermanns Gesegnete Schiffahrt. Die gesamte Berechtsame umfasste in diesem Jahr eine Fläche von 1,5 Quadratkilometern. Im Feld Glücklicher Hermann wurde weiterhin Abbau betrieben, der Abbau fand am Schacht Abraham statt. Die geförderten Kohlen wurden über Tage zu einer Kohlenniederlage an der Ruhr transportiert. Im Jahr 1824 wurde im nordöstlichen Teil des Grubenfeldes ein Stollen angelegt. Der Stollen befand sich am heutigen Hof Kost und hatte eine Länge von 153 Metern. Der Stollen war angelegt worden, um die Kohlen im Flöz Geitling abzubauen. Da die Kohlen in diesem Teil des Flözes aber unrein waren, wurde der Stollen wieder abgeworfen. Im Jahr 1830 wurde der tonnlägige Schacht Friedrich geteuft, der Schacht hatte eine flache Teufe von 59 Metern. Noch im selben Jahr wurde der Abbau im Stollen Glücklicher Hermann eingestellt.
Im Jahr 1831 wurde aus den Ruhrauen heraus begonnen, einen streichenden Stollen aufzufahren. Im Jahr 1833 wurde der tonnlägige Schacht Wilhelm geteuft, der Schacht erreichte eine flache Teufe von 68 Metern. Der Stollen nach Westen erreicht eine Länge von 1000 Metern. Noch im selben Jahr wird die Auffahrung des Stollens eingestellt, da die Kohlen im Stollen unrein sind. Im Jahr 1835 ist Schacht Friedrich in Förderung. Im Jahr 1840 ist Schacht Wilhelm in Förderung. Im Jahr 1844 wird in Welper aus dem Sprockhöveler Bachtal ein dritter Stollen angelegt. Der Stollen befand sich im Bereich des Hofes Schulte Hinsbeck. Im darauffolgenden Jahr trat aufgrund des Ruhrhochwassers mehrfach Wasser in den Stollen. Am 29. November desselben Jahres wurden die Geviertfelder Hermann Nr. I und Nr. II verliehen. Die beiden Felder hatten eine Gesamtfläche von zwei Quadratkilometern. Am 31. Januar des Jahres 1846 wurde das Geviertfeld Glücklicher Hermann verliehen. Im Jahr 1849 wurde der Abbau im Stollen am Sprockhöveler Bach eingestellt. Zur selben Zeit wurde ebenfalls am Sprockhöveler Bach ein neuer Stollen angesetzt. Der Stollen wurde im Flöz Geitling 2 aufgefahren. Durch den Stollen wurden im Nachhinein mehrere Flöze in diesem Bereich abgebaut. Im Jahr 1850 wurde am Stollenmundloch des Stollens am Sprockhöveler Bach eine Kaue errichtet. Im Jahr 1853 wurde zusätzlich auch Spateisenstein im Grubenfeld Stolberg I abgebaut. Später entstand daraus die Eisensteinzeche Müsen I.
Im Jahr 1855 wurde im nordwestlichen Teil des Grubenfeldes ein neuer Stollen aufgefahren. Der Stollen wurde südlich der Straße von Hattingen nach Blankenstein aufgefahren. Der Stollen wurde im Muldennordflügel auf dem Flöz Flora, welches drei Fuß mächtig war, aufgefahren und sollte als Förderstollen dienen. Der Stollen wurde 52 Lachter in östlicher Richtung aufgefahren und brachte einen Teufengewinn von 15 Lachter ein. Allerdings war dieser Stollen nur für kurze Zeit von Bedeutung für das Bergwerk. Im darauffolgenden Jahr wurde in den Ruhrauen der Schiffahrts ein Erbstollen angesetzt, der Stollen wurde jedoch nicht weiter aufgefahren. Im Jahr 1859 wurden die Vorbereitungen für den Übergang zum Tiefbau getroffen, dazu wurde der Schacht Adolph geteuft. Der Schacht wurde bis ins Spateisenflöz geteuft und gehörte später zur Zeche Müsen I. Im Jahr 1860 wurde mit dem Tiefbau begonnen, Schacht Adolph ging in Förderung. Noch im gleichen Jahr wurde der Abbau über der Stollensohle eingestellt. Im Jahr 1862 wurde auch der Abbau im Stollen am Sprockhöveler Bach eingestellt. Im Jahr 1864 wurde am Schacht Adolph auf der 2. Sohle und der 3. Sohle im Spezialfeld Neu-Hattingen sowohl Steinkohle als auch Spateisenstein abgebaut. Im Jahr 1875 waren am Schacht Adolph die Kohlen oberhalb der Stollensohle abgebaut. Noch im selben Jahr wurde der Betrieb eingestellt. Die Tagesanlagen am Schacht Adolph wurden fast komplett abgerissen. Als einziges Gebäude blieb das Schachtgebäude erhalten. Etwa ab dem Jahr 1890 wurde die Berechtsame zur Zeche Carl Friedrich Erbstollen zugeschlagen.
Ab dem November des Jahres 1923 wurde im Bereich des Grubenfeldes der Zeche Hermanns Gesegnete Schiffahrt wieder Stollenbau betrieben. Im Juni des darauffolgenden Jahres wurde das Bergwerk erneut stillgelegt und der Zeche Carl Friedrich Erbstollen zugeschlagen. Etwa ab dem Jahr 1930 wurde der Betrieb mit einem Stollen wieder aufgenommen. Der Stollen befand sich an der Straße von Welper nach Brockhausen, abgebaut wurde Spateisenstein. Vermutlich wurde der Betrieb bald darauf wieder eingestellt. Im Jahr 1955 wurde eine Kleinzeche mit dem Namen Zeche Hermanns Gesegnete Schiffahrt auf dem alten Grubenfeld in Betrieb genommen.

### Förderung und Belegschaft
Die ersten Förderzahlen stammen aus dem Jahr 1826, es wurden 330 Tonnen Steinkohle gefördert. Im Jahr 1830 wurden bereits 672 Tonnen Steinkohle gefördert. Im Jahr 1835 wurden 860 Tonnen Steinkohle gefördert. Im Jahr 1840 leichter Förderanstieg auf 934 Tonnen Steinkohle. Die ersten Belegschaftszahlen stammen aus dem Jahr 1845, in diesem Jahr waren 15 Bergleute auf der Zeche beschäftigt, die eine Förderung von 2128 Tonnen Steinkohle erbrachten. Im Jahr 1850 wurden mit 26 Bergleuten 2478 Tonnen Steinkohle gefördert. Im Jahr 1855 wurden mit 47 Bergleuten 26.759½ preußische Tonnen Steinkohle gefördert. Im darauffolgenden Jahr sank die Förderung leicht ab auf 5333 Tonnen. Im Jahr 1860 wurden mit 141 Bergleuten 25.499 Tonnen Steinkohle gefördert. Die maximale Förderung wurde im Jahr 1861 mit 128 Bergleuten erbracht, es wurden 31.695 Tonnen Steinkohle gefördert. Danach ging Förderung drastisch zurück.
Im Jahr 1864 sank die Förderung auf 9156 Tonnen Steinkohle, auch die Belegschaftszahl verringerte sich auf 79 Bergleute. Im Jahr 1865 erneuter Rückgang der Förderung auf 4585 Tonnen Steinkohle, diese Förderung wurde von 65 Bergleuten erbracht. Im Jahr 1870 sank die Förderung auf 3402 Tonnen Steinkohle, die Belegschaftsstärke lag bei 64 Bergleuten. Im Jahr 1874 kam es nochmal zu einem Förderanstieg und auch im darauffolgenden Jahr lag die Förderung mit 19.009 Tonnen Steinkohle deutlich höher als in den Vorjahren. Die Belegschaftszahl sank jedoch auf 59 Bergleute. Die letzten bekannten Belegschafts- und Förderzahlen des Bergwerks stammen aus dem Jahr 1924, mit sechs Bergleuten wurden 862 Tonnen Steinkohle abgebaut.

## Kleinzeche
Die Kleinzeche Hermanns Gesegnete Schiffahrt befand sich in Hattingen-Welper-Ludwigsthal. Das Bergwerk wurde am 6. Januar des Jahres 1955 in Betrieb genommen. Besitzer dieser Kleinzeche war zunächst die Gewerkschaft Wippsterz, später übernahm die Gewerkschaft Hausbach diese Zeche. Im Jahr 1956 waren 14 Bergleute auf der Zeche beschäftigt, die eine Förderung von 120 Tonnen Steinkohle erbrachten. Im Jahr 1960 waren bereits 50 Bergleute auf der Zeche beschäftigt, die Förderung stieg an auf 11.977 Tonnen Steinkohle. Ab dem 1. Januar des Jahres 1965 übernahm die Gewerkschaft Friedrichshöhe die Zeche. In diesem Jahr wurden von 96 Bergleuten 36.311 Tonnen Steinkohle gefördert. Die maximale Förderung wurde im Jahr 1966 mit 121 Bergleuten erbracht, es wurden 37.872 Tonnen Steinkohle gefördert. Am 12. Dezember des Jahres 1967 wurde die Kleinzeche Hermanns Gesegnete Schiffahrt stillgelegt.

## Heutiger Zustand
An die Zeche Hermanns Gesegnete Schiffahrt erinnern noch heute zwei Stollenmundlöcher. Eins davon ist das Stollenmundloch Mausegatt. Es handelt sich hier allerdings um einen Neubau, da das alte Stollenmundloch beim Bau der Ruhrtalbahn überbaut worden war. Dieser Neubau stammt aus der Zeit nach 1874, er liegt an der Museumsstrecke zwischen Hattingen-Welper und Blankenstein. Das Stollenmundloch befindet sich unterhalb des Bahndamms und ist von diesem aus gut zu erkennen. Der Stollen ist Bestandteil des Wanderwegs Auf alten Kohlenwegen durch Welper und Blankenstein, man erkennt den Stollen an seiner Maueroberkante. Ebenfalls an der Museumsstrecke zwischen Hattingen-Welper und Blankenstein befindet sich ein weiteres Stollenmundloch. Dieses Stollenmundloch befindet sich etwas westlich des anderen Stollenmundloches und liegt ebenfalls unterhalb des Bahndamms, es ist jedoch vom Bahndamm aus nicht zu erkennen. Einige Unterlagen befinden sich im Bestand der Zeche Flora im Bergbau-Archiv Bochum.